# Martin Waddell
Martin Waddell, född 10 april 1941 i Belfast, är en nordirländsk barnboksförfattare.
Han har även skrivit under pseudonymen Catherine Sefton.